# Nephrodium splendens
Nephrodium splendens là một loài thực vật có mạch trong họ Dryopteridaceae. Loài này được (Willd.) Desv. miêu tả khoa học đầu tiên năm 1827.